# هيروشي كاتو
هيروشي كاتو (باليابانية: 加藤 寛) (29 يناير 1951 في أوكاياما في اليابان – )؛ هو لاعب كرة قدم ياباني متقاعد.

## وصلات خارجية
- J.League Data Site (باليابانية)